# Landštejn (vodní nádrž)
Vodní nádrž Landštejn je vodní nádrž ležící v obci Staré Město pod Landštejnem v okresu Jindřichův Hradec. Byla vystavěna v letech 1971–1973 na potoku Pstruhovci jako rezervoár pitné vody pro Dačicko, Slavonicko a Novobystřicko, z tohoto důvodu není k nádrži povolen přístup. Název nádrž dostala dle hradu Landštejn pod kterým leží.
Hráz samotná je sypaná, 376 m dlouhá a 23,4 m vysoká. Dokáže pojmout až 3,262 mil. m³ vody. Zatopená plocha činí 40,5 ha. Hladina se drží na 561 m n. m. Povodí má plochu 12,7 km². Maximální hloubka činí 21 m. Maximální kapacita výpustí je cca 13,5 m³/s.